# بال مرير (رماة)

تعديل مصدري - تعديل

بال مرير هي إحدى قرى عزلة رماة بمديرية رماة التابعة لمحافظة حضرموت، ويبلغ عدد سكانها 23 نسمة حسب تعداد اليمن لعام 2004.